# Araneus parvulus
Araneus parvulus là một loài nhện trong họ Araneidae.
Loài này thuộc chi Araneus. Araneus parvulus được William Joseph Rainbow miêu tả năm 1900.